# 曾敏
曾敏（英文：Judy Tsang Man，1986年4月16日—），無綫電視基本藝人合約女藝員，2006年參加亞洲小姐獲得最上鏡小姐而加入亞洲電視，擔任主持和拍攝劇集。在亞視拍完《大城小故事》及《法網群英》兩部劇集後便入讀第24期無綫電視藝員訓練班，繼而轉投無綫電視。
2012年與擁有20億港元身家的隱形富豪周錫明結婚。周錫明是方嘉柏馬房旗下賽駒「隨時候命」、「會心微笑」的合夥馬主。

## 演出

### 電視劇（亞洲電視）
- 2007年：《大城小故事》
- 2008年：《法網群英》

### 節目主持（亞洲電視）
- 2007年：《新新清遠藏寶地》
- 2007年：《廣州過年乜都有》
- 2007年：《夢想島國假日之旅》
- 2007年：《嘆盡全世界》（新加坡）
- 2007年：《從香港出發》（印度、倫敦篇）
- 2007年：《第一手真相》（外景主持）
- 2007年：《數碼天使信息》
- 2008年：《新春金鼠全攻略》
- 2008年：《清涼夏水禮》
- 2008年：《動漫電玩打到來》
- 2008年：《全球華人慶中秋》
- 2009年：《生活著數台》（外景主持）

### 電視劇（無綫電視）
| 首播       | 劇集               | 角色 |
| 2010年     | 天天天晴           | 竹 嫂 |
| 2010年     | 女人最痛           | 淇助手 |
| 2010年     | 依家有喜           | 索 女 |
| 2010年     | 居家兵團           | 健將朋友、Christina |
| 2011年     | 你們我們他們       | 姊妹團 |
| 2011年     | 誰家灶頭無煙火     | 店 員、高Ling |
| 2011年     | 點解阿Sir係阿Sir   | 高拔書院老師 |
| 2011年     | 真相               | 權 女 |
| 2011年     | 紫禁驚雷           | 妃 子 |
| 2011年     | 潛行狙擊           | 司 儀 |
| 2011年     | 九江十二坊         | 小 梅 |
| 2011年     | 不速之約           | 蘇安茜、井助手 |
| 2011年     | 萬凰之王           | 後宮妃子 |
| 2011年     | 結·分@謊情式       | 關穎珊（Alma） |
| 2012年     | 4 In Love          | 酒 客 |
| 2012年     | On Call 36小時     | 趙麗麗、神經內科護士 |
| 2012年     | 東西宮略           | 閨 秀 |
| 2012年     | 當旺爸爸           | Michelle |
| 2012年     | 耀舞長安           | 嬌 陽 |
| 2012年     | 愛·回家 (第一輯)   | Gigi（第30集）、車璇（第146集）、示威者（第165集）、售貨員（第187集）、美容師（第205集）、招太（第286集）、柯曉佩（第355、370集）、敖霜（第486集） |
| 2012年     | 心戰               | Jolie |
| 2012年     | 護花危情           | 方韻琪 |
| 2012年     | 回到三國           | 女明星（第1集） |
| 2012年     | 怒火街頭2          | 琴 |
| 2012年     | 巴不得媽媽...      | 美 女 |
| 2012年     | 天梯               | 周 娣 |
| 2012年     | 大太監             | 秀 女（第19集） |
| 2012年     | 幸福摩天輪         | 舞小姐 |
| 2013年     | 老表，你好嘢！     | 模特兒 |
| 2013年     | 仁心解碼II         | 莉 莉 |
| 2013年     | 神探高倫布         | 空 姐 |
| 2013年     | 好心作怪           | 秘書（第10集） |
| 2013年     | 衝上雲霄II         | 準空姐（第23、27、31、38集） |
| 2013年     | 神鎗狙擊           | 鳳姐（第1集） |
| 2013年     | 法外風雲           | Rose |
| 2013年     | My盛Lady           | 主持（第11集） |
| 2014年     | 叛逃               | 男女友（第4集） |
| 2014年     | 廉政行動2014       | 妓女 |
| 2014年     | 點金勝手           | 美女 |
| 2014年     | 載得有情人         | 蔡小姐（第2集） |
| 2014年     | 使徒行者           | 余慧（第19集） |
| 2014年     | 再战明天           | 女友 |
| 2014年     | 老表，你好hea！    | 小紅 |
| 2014年     | 名門暗戰           | Jade |
| 2014年     | 飛虎II             | 興助手 |
| 2014年     | 八卦神探           | 銀行職員 |
| 2015年     | 四個女仔三個BAR    | 楊柳 |
| 2015年     | 天眼               | 蔡慧君 |
| 2015年     | 華麗轉身           | 護士 |
| 2015年     | 潮拜武當           | 美女 |
| 2015年     | 陪著你走           | Don |
| 2015年     | 無雙譜             | 青樓女子 |
| 2015年     | 東坡家事           | 妓女 |
| 2015年     | 實習天使           | 兒科醫生 |
| 2015年     | 刀下留人           | 紀小娟 |
| 2016年     | 愛情食物鏈         | 接待員 |
| 2016年     | 警犬巴打           | 蒲友 |
| 2016年     | 愛·回家之八時入席  | 文員（第67集） |
| 2016年     | 殭                 | 占卜師 |
| 2016年     | 一屋老友記         | 記者 |
| 2016年     | 超能老豆           | Rachel |
| 2016年     | 巨輪II             | Flora |
| 2016年     | 為食神探           | 知客 |
| 2016年     | 律政強人           | 職員 |
| 2016年     | 幕後玩家           | Tracy |
| 2016年     | 來自喵喵星的妳     | 妓女 |
| 2016年     | 巾幗梟雄之諜血長天 | 妓女 |
| 2017年     | 味想天開           | 街坊 |
| 2017年     | 7日羅曼史          | model |
| 2017年     | 親親我好媽         | 港女 |
| 2017年     | 與諜同謀           | 記者 |
| 2017年     | 全職沒女           | 李姑娘 |
| 2017年至今 | 愛·回家之開心速遞  | 佘秀琴（青年）（第60集） |
| 2017年至今 | 愛·回家之開心速遞  | Fiona（第123集） |
| 2017年至今 | 愛·回家之開心速遞  | 年青女子（第190集） |
| 2017年至今 | 愛·回家之開心速遞  | 南母（第339集） |
| 2017年至今 | 愛·回家之開心速遞  | Judy（第2271集) |
| 2017年     | 同盟               | 公關 |
| 2017年     | 使徒行者2          | 堂女郎 |
| 2017年     | 老表，畢業喇！     | Miss Yip |
| 2017年     | 雜警奇兵           | 按摩師 |
| 2017年     | 降魔的             | 急症室護士 |
| 2017年     | 誇世代             | Fiona |
| 2017年     | 性在有情           | 豹紋鳳姐、囡囡 |
| 2018年     | 波士早晨           | 陶安兒 |
| 2018年     | 翻生武林           | 妓女 |
| 2018年     | 果欄中的江湖大嫂   | 名店店員 |
| 2018年     | 逆緣               | 女星 |
| 2018年     | 宮心計2深宮計      | 宮婢 |
| 2018年     | 特技人             | 演員 |
| 2019年     | 婚姻合伙人         | 千秋經紀 |
| 2019年     | 白色強人           | 康妻 |
| 2019年     | 包青天再起風雲     | 石中玉 |
| 2019年     | 金宵大廈           | 心心 |
| 2019年     | 牛下女高音         | 女主角 |
| 2019年     | 丫鬟大聯盟         | 月塑 |
| 2020年     | 十八年後的終極告白 | 秘書 |
| 2020年     | 反黑路人甲         | 秘書 |
| 2021年     | 逆天奇案           | 秘書 |
| 2021年     | 寶寶大過天         | 港媽 |
| 2021年     | 把關者們           | Susan |
| 2021年     | 我家無難事         | 空姐 |
| 2021年     | 星空下的仁醫       | 社工 |
| 2021年     | 拳王               | 梁一珊 |
| 2022年     | 異搜店             | 護士 |
| 2022年     | 超能使者           | 琦母 |

### 綜藝節目（無綫電視）
- 2012年：《環遊世界明星賽》（Star Ladies之一）
- 2013年：《姊妹淘》 示範模特兒
- 2013年：《玩嘢王 (無綫電視)》 示範模特兒
- 2014年：《姊妹淘》 示範模特兒
- 2014年：《都市閒情》（芝多點韓風）示範新娘
- 2014年：《區區有鬼故》

### 電影
2014年：《喜愛夜蒲3》 飾 蒲友

## 廣告
- 2013年：《UA 亞洲聯合財務》 「年青人」篇、「環球」篇、「創業」篇

## 曾参加選美活動
| 年份   | 選美會                 | 地點         | 主辦機構                | 獎項       |
| 2006年 | 亞洲小姐競選多倫多賽區 | 加拿大多倫多 | - 亞洲電視 - 環球多媒體 | 冠軍       |
| 2006年 | 亞洲小姐競選決賽       | 香港         | 亞洲電視                | 最上鏡小姐 |

## 外部連結
曾敏 Judy Tsang - TVB藝人資料 - tvb.com （页面存档备份，存于）